# Паско, Жозеп
Жозеп Паско-и-Менса (кат. Josep Pascó i Mensa) — художник, иллюстратор и дизайнер из Каталонии, наиболее известный книжными иллюстрациями и оформлением театров. Он родился в Сан-Фелиу-де-Льобрегате в 1855 году и умер в Барселоне в 1910.
Мастерству художника он учился в Escola de la Llotja вместе с Симо Гомесом Поло, и в мастерской Хосе Планеллы. Он начал свою карьеру как мастер по фрескам, но потом стал работать с холстом, в основном с пейзажами.
В 1887 году он переехал в Мадрид, где работал над Королевским театром, а позже был нанят для декорирования сцены театра Принца Альфонсо. В 1896 году он переехал в Мехико для создания декораций Национального театра. Затем он вернулся в Испанию, и решил сосредоточиться на театральном освещении. Кроме того, он работал над декорациями дома Рамона Касаса в Барселоне.
Паско иллюстрировал в основном журналы, например, Arte y Letras и La Ilustració catalana, используя псевдоним Бриза (Brisa). Кроме того, он работал над иллюстрациями к манускриптам.
Позже Паско стал профессором Колледжа Искусства и Техники в Барселоне и художественным директором журнала Hispania. Пока он работал там, он работал с Модестом Уржелем и учил молодого Жоана Миро.